# Nowa Biela
Nowa Biela (německy Neu Bielendorf, česky Nová Bělá) je bývalá vesnice, osada kdysi spadající pod obec Bielice, v Dolnoslezském vojvodství, v Kladském kraji, ve gmině Stronie Śląskie.

## Poloha
Osada se nacházela jižně od vsi Bielice, u řeky Biała Lądecka, poblíž ústí potoka Bielawka, v nadmořské výšce asi 750–770 m n. m.

## Historie
Ves vznikla jako část nedaleké obce Bielice pravděpodobně v 16. století. V roce 1693 se zde narodil Michael Klahr, slavný slezský sochař období baroka. 
Na počátku 19. století měla vesnice 80 obyvatel a 19 statků a měla i vlastní kapličku s modřínovou zvonicí.
V roce 1945, po odsunu německého obyvatelstva, zůstala obec neobydlená. Domy několik let sloužily jako snadno dostupný stavební materiál nebo palivo. Až do konce 80. let 20. století se zachovala pouze honosná budova bývalé celnice, ve které nejprve po válce fungovala strážní věž WOP a poté rekreační středisko. Postupně byl objekt zcela zdevastován a nakonec v roce 1995 zbořen.